# Juan Pizarro
Juan Pizarro   (Trujillo, 1511 (Gregorià) - Cusco, 1536 (Gregorià)) va ser un conquistador espanyol, que va acompanyar els seus germans Francisco, Gonzalo i Hernando a la conquesta del Perú el 1532. Juan i els seus germans, liderats per Francisco i l'amic Diego de Almagro, van conquerir el poderós Imperi Inca el 1533.  Juan i Gonzalo Pizarro, van ser nomenats regidors el 24 de març de 1534, i van guarnir la ciutat de Cuzco amb noranta. homes, mentre que Francisco Pizarro va marxar cap a Jauja.
Va ser governador de Cusco quan Manco Cápac II la va assetjar. A principis de febrer de 1536, dos-cents mil guerrers incas van assetjar els dos-cents espanyols al Cuzco. Hernando, Gonzalo i Juan van liderar la defensa amb contraatacs a la fortalesa que dominava la ciutat. Juan va dirigir l'atac per recuperar la ciutadella. Incapaç de portar casc (tenia la mandíbula inflada després de ser colpejat per una fona), Juan va ser colpejat al cap per una gran pedra i va morir quinze dies després.